# Lester Medford
Lester Fezell Medford (ur. 24 maja 1993 w Tucson) – amerykański koszykarz występujący na pozycji rozgrywającego, od 2023 zawodnik Juvi Cremona.
27 lipca 2020 zawarł umowę ze Startem Lublin. 3 grudnia przeszedł do Legii Warszawa.

## Osiągnięcia
Stan na 4 grudnia 2023, na podstawie, o ile nie zaznaczono inaczej.
NCAA
- Uczestnik rozgrywek turnieju NCAA (2015, 2016)
- Zaliczony do składu honorable mention All-Big 12 (2016)

Drużynowe
- Mistrz:
  - Macedonii (2019)
  - Łotwy (2020)
- Wicemistrz II dywizji Ligi Adriatyckiej (2019)
- Uczestnik rozgrywek FIBA Europe Cup (2017/2018)

Indywidualne
- MVP kolejki EBL (21 – 2020/2021)[6]
- Zaliczony do I składu kolejki EBL (21 – 2020/2021)[7]